# Idanha
Idanha es una ciudad ubicada en el condado de Marion en el estado estadounidense de Oregón. En el año 2000 tenía una población de 232 habitantes y una densidad poblacional de 86 personas por km².

## Geografía
Idanha se encuentra ubicada en las coordenadas 44°42′18″N 122°5′27″O / 44.70500, -122.09083.

## Demografía
Según la Oficina del Censo en 2000 los ingresos medios por hogar en la localidad eran de $30,982 y los ingresos medios por familia eran $32,500. Los hombres tenían unos ingresos medios de $22,250 frente a los $21,000 para las mujeres. La renta per cápita para la localidad era de $12,405. Alrededor del 12.5% de la población estaban por debajo del umbral de pobreza.